# Michael Garnett
Michael Garnett (* 25. November 1982 in Saskatoon, Saskatchewan) ist ein kanadischer Eishockeytorwart, der seit Mai 2017 bei den Nottingham Panthers aus der EIHL unter Vertrag steht.

## Karriere
Der 1,88 m große Goalie begann seine Profikarriere bei den Red Deer Rebels in der kanadischen Juniorenliga WHL und wechselte dann im Jahr 2000 zu den Ligakonkurrenten Saskatoon Blades, bevor er beim NHL Entry Draft 2001 als 80. in der dritten Runde von den Atlanta Thrashers ausgewählt (gedraftet) wurde. 
Zunächst wurde der Linksfänger von den Thrashers bei den Farmteams Chicago Wolves aus der American Hockey League sowie bei den Greenville Grrrowl und den Gwinnett Gladiators in der East Coast Hockey League bzw. ECHL eingesetzt. In der Saison 2005/06 wurde Garnett als Back-up-Torhüter in den Kader der Atlanta Thrashers berufen, in dieser Zeit absolvierte er für das Franchise 24 Spiele. Im Januar 2006 wurde der Kanadier trotz zweier Shutouts zu den Wolves zurückgeschickt, zur Spielzeit 2007/08 wechselte er schließlich zu Neftechimik Nischnekamsk in die russische Superliga.
In den folgenden zwei Jahren spielte Garnett für den HK MWD Balaschicha in der Kontinentalen Hockey-Liga, mit dem er 2010 Vizemeister der KHL wurde. Nach diesem Erfolg fusionierte der HK MWD mit dem HK Dynamo Moskau zum OHK Dynamo, für den Garnett bis 2011 spielte. Ab Mai 2011 stand er beim HK Traktor Tscheljabinsk unter Vertrag und gehörte in den folgenden vier Jahren immer wieder zu den statistisch besten Torhütern der Liga, so dass er mehrfach als Torhüter des Monats ausgezeichnet wurde. Nach der Saison 2014/15 verließ er den Klub und wurde im Juli 2015 vom HC Slovan Bratislava verpflichtet. Dort kam er in 28 Spielen auf einen Gegentorschnitt von 2,84 und eine Fangquote von 90,5 Prozent. Nach Ende der Saison 2015/16 war er zunächst vereinslos, ehe er im Oktober 2016 vom  KHL Medveščak Zagreb unter Vertrag genommen wurde. Mitte Februar 2017 verließ er Zagreb in Richtung SC Bern. Der SC Bern wurde in derselben Saison Schweizer Meister, Garnett blieb jedoch ohne einen Einsatz für die Profimannschaft. Nach Saisonende verließ er den Schweizer Club in Richtung England zu den Nottingham Panthers.

## Erfolge und Auszeichnungen
| - 2001 Teilnahme am CHL Top Prospects Game - 2001 President’s-Cup-Gewinn mit den Saskatoon Blades - 2001 Memorial-Cup-Gewinn mit den Saskatoon Blades - 2004 Teilnahme am ECHL All-Star Game - 2010 Teilnahme am KHL All-Star Game - 2010 KHL-Vizemeister mit dem HK MWD Balaschicha | - 2011 KHL-Torwart des Monats Oktober - 2011 KHL-Torwart des Monats November - 2012 Teilnahme am KHL All-Star Game - 2012 KHL-Torwart des Monats März - 2013 KHL-Torwart des Monats März - 2014 KHL-Torwart des Monats Dezember |